# Лигівка
Ли́гівка — село в Україні, у Берестинському районі Харківської області. Населення становить 960 осіб. Орган місцевого самоврядування — Лигівська сільська рада.

## Географія
Село знаходиться на лівому березі річки Оріль, вище за течією на відстані 2 км розташоване село Мотузівка, нижче за течією примикає до села Олексіївка, на протилежному березі — села Нагірне і Корніївка. Річка в цьому місці дуже звивиста, утворює стариці, лимани й озера. Село витягнуто вздовж річки на 6 км.

## Історія
Село засновано 1845 року. За даними на 1864 рік на власницькому хуторі, центрі Нижньоорельської волості Зміївського повіту, мешкало 1602 особи (797 чоловічої статі та 805 — жіночої), налічувалось 278 дворових господарств, існувала православна церква, відбувалось 2 ярмарки на рік.
Станом на 1914 рік кількість мешканців села зросла до 4.229 осіб.

## Економіка
- Сільгосптехніка.
- Приватне сільськогосподарське підприємство «Прогрес».

## Об'єкти соціальної сфери
- КЗ "Лигівський ліцей"
- Дитячий садочок
- Амбулаторія

## Пам'ятки
- Поблизу села розташований ентомологічний заказник місцевого значення «Бджолиний № 2» — об'єкт природно-заповідного фонду Харківської області.

## Відомі люди
- Чабанівський Михайло Іванович (справжнє прізвище Циба, 18 вересня 1910, Лигівка — 4 квітня 1973 Київ) — український письменник і журналіст.
- Директор КЗ "Лигівський ліцей" Рогізна Віта Володимирівна